# Ribosephosphat-Diphosphokinase
Die Ribosephosphat-Diphosphokinase (PRS-1) (früher -Pyrophosphokinase) ist das Enzym, das in allen Lebewesen die Synthese von PRPP aus Ribose-5-phosphat katalysiert. Diese Reaktion ist Grundlage für die Biosynthese aller Nukleotide. Im Mensch sind noch zwei Isoformen von PRS-1 bekannt. Mutationen im PRPS1-Gen können zu einer Überaktivität des Enzyms, und diese zu erhöhtem erblichem Risiko für Gicht führen. Andere PRPS1-Mutationen verringern die Enzymaktivität und sind die Ursache für das so genannte Rosenberg-Chutorian-Syndrom und eine Form der Gehörlosigkeit (ARTS-Syndrom).

## Katalysierte Reaktion
+ ATP ⇔  + AMP
α-D-Ribose-5-phosphat wird zu α-D-5-Phosphoribosyl-1-pyrophosphat umgesetzt.